# Halil Mutlu
Halil Mutlu (* 14. červenec 1973 v Postniku, Bulharsko jako Huben Hubenov), je bývalý turecký vzpěrač. Je jedním ze čtyř vzpěračů, kteří třikrát vyhráli Olympijské hry. Získal pět zlatých medailí na mistrovství světa a devět zlatých na mistrovství Evropy a dvacetkrát překonal světový rekord v hmotnostních kategoriích do 52 kg, 54 kg a 56 kg.
Halil Mutlu měl v dubnu roku 2005 po mistrovství Evropy v Sofii pozitivní dopingový test na steroid nandrolon. Od Mezinárodní vzpěračské federace dostal dvouletý distanc, který vypršel 20. dubna 2007.